# 465
Évszázadok: 4. század – 5. század – 6. század
Évtizedek: 410-es évek – 420-as évek – 430-as évek – 440-es évek – 450-es évek – 460-as évek – 470-es évek – 480-as évek – 490-es évek – 500-as évek – 510-es évek
Évek: 460 – 461 – 462 – 463 –  464 – 465 – 466 – 467 – 468 – 469 – 470

## Események

### Nyugat- és Keletrómai Birodalom
- Hermenericust (nyugaton) és Basiliscust (keleten) választják consulnak.
- Meghal Libius Severus nyugatrómai császár. Egyes feltételezések szerint Ricimer, az állam tényleges kormányzója mérgeztette meg. A nyugatrómai trón másfél évig üres marad, I. Leo keletrómai császár és Geiseric vandál király a maga jelöltjét igyekszik uralomra juttatni.
- Hatalmas tűzvész tombol Konstantinápolyban; 14 kerületéből 8 leég.

### India
- A heftalita hunok betörnek Indiába és elfoglalják északon Gahndhárát, amely bázisul szolgál további hódításaikhoz.

### Kína
- Meghal Vencseng, az Északi Vej dinasztia császára. Utóda 11 éves fia, Topa Hung, aki a Hszienven uralkodói nevet veszi fel.
- Liu Ce-je, a Liu Szung dinasztia tizenöt éves császára kivégezteti számos miniszterét (van akit közülük saját kezűleg öl meg), megöleti féltestvérét és rokonságát, nagybátyjait ketrecbe záratja, nagynénjével vérfertőző kapcsolatot tart fenn, a hercegnőket pedig megerőszakoltatja udvaroncaival.

## Halálozások
- június 10. - Vej Vencseng-ti, az Északi Vej császára
- augusztus 15. – Libius Severus, nyugatrómai császár

## Fordítás
- Ez a szócikk részben vagy egészben  a(z)   465 című angol Wikipédia-szócikk ezen változatának fordításán alapul.  Az eredeti cikk szerkesztőit annak laptörténete sorolja fel. Ez a jelzés csupán a megfogalmazás eredetét és a szerzői jogokat jelzi, nem szolgál a cikkben szereplő információk forrásmegjelöléseként.